# Копитникови
Копитниковите (Aristolochiaceae) са семейство растения от разред Пипероцветни (Piperales).
Таксонът е описан за пръв път от Антоан-Лоран дьо Жусийо през 1789 година. Таксономичният му тип е Aristolochia.

## Родове
- Aristolochia
- Asarum
- Endodeca
- Euglypha
- Heterotropa
- Hexastylis
- Hydnora
- Japonasarum
- Prosopanche
- Thottea